# Xã Abbott, Quận Potter, Pennsylvania
Xã Abbott (tiếng Anh: Abbott Township) là một xã thuộc quận Potter, tiểu bang Pennsylvania, Hoa Kỳ. Năm 2010, dân số của xã này là 242 người.